# Aspergillus oryzae
Aspergillus oryzae також відомий як kōji (яп. ニホンコウジカビ) — вид цвілевих грибів роду аспергіл. Цей гриб має важливе значення для процесів бродіння через його здатність виділяти велику кількість різних ферментів катаболізму, що дозволяє йому розкладати білки та крохмаль на амінокислоти та цукри. 

## Геном
Геном лат. A. oryzae складається з восьми хромосом, повний розмір генома 37,6 Мб. Порівняння геному лат. A. oryzae з двома іншими видами аспергілу, лат. A. nidulans та лат. A. fumigatus показало, що лат. A. oryzae має розмір генома на 25–30 % більший, ніж два інші види. При цьому у нього на 2000–3000 більше генів, ніж у двох інших видів. Збільшення кількості генів та, відповідно, збільшення розміру геному, відбувається за рахунок розширення гени відповідальні за метаболізм. Сюди входять секреторні гідролази, транспортери та гени первинного та вторинного метаболізму, серед яких найбільш помітне розширення генів вторинного метаболізму. Відомо, що лат. A. oryzae мають широкий спектр гідролітичних ферментів та потужну здатність до деградації різних матеріалів. Розширення генів секреторних гідролаз добре пояснює ці здібності.

## Використання у традиційній кухні

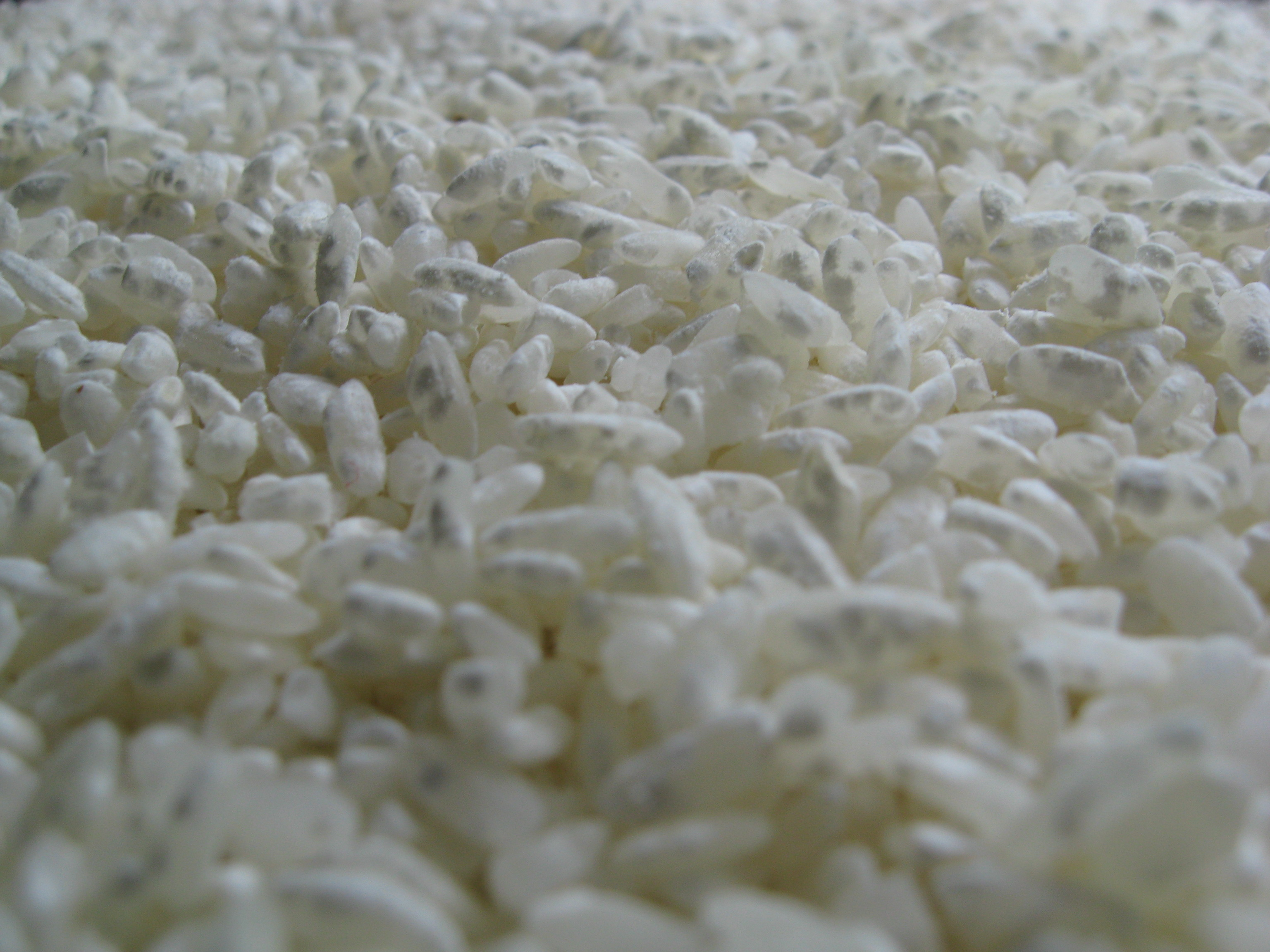
Міцелій A. oryzae на зернах рису при виробництві кодзі

лат. Aspergillus oryzae широко використовується у виробництві харчових продуктів у кухні Східної Азії (особливо японській та китайській), наприклад, соєвого соусу, саке, місо, оцту, тощо. Використовується у  так званому англ. solid-state cultivation (SSC), що є формою бродіння в твердому, а не рідкому поживному середовищі. Вважається, що цей стиль бродіння винайшли 3000–2000 років тому в Китаї. Технологія була завезена в Японію в період Яйой (10 р. до н.е.–3 н.е.). З XIII–XV століття (період Хейан та Муромачі) почалось комерційне виробництво закваски для бродіння (кодзі). Ключовою технологією, яка сприяла промисловому виробництву та розповсюдженню лат. A. oryzae, було виробництво конідіоспор, зберігаючи їх живими та незабрудненими. Традиційно ця технологія передбачала використання листя листяних порід, спалених до білого попелу при поганій аерації. Конідіоспори, упаковані в паперові пакети, перекладали попелом між ними і зберігали у коробках. Ця технологія була необхідною для уникнення забруднення іншими мікроорганізмами. Конідіоспори, приготовані промислово для пивоваріння, називаються мояші. В даний час відомо, що лужний рН, що утворюється при додаванні золи, запобігає забрудненню іншими мікроорганізмами, а мінерали, що містяться у золі, посилюють утворення конідіоспор.

## Використання у біотехнології
Здатність лат. A. oryzae продукувати необхідні ферменти та виділяти їх у зовнішнє середовище та технології генної інженерії призвели застосування цього організму у промисловому виробництві ферментів у сучасній біотехнології. Він був використаний для першого прикладу комерційного виробництва гетерогенного ферменту, ліпази для прального порошку в 1988 році.